# A Gruta
A Gruta é um filme brasileiro do gênero terror sobrenatural e suspense de 2020. É dirigido e produzido por Arthur Vinciprova, o qual também interpreta o protagonista Jesus, ao lado de Carolina Ferraz e Nayara Justino. Estreou em 29 de outubro de 2020 pela plataforma de streaming Amazon Prime Video.

## Sinopse
Jesus (Arthur Vinciprova) é um jovem que foi encontrado em estado grave dentro de uma gruta interditada. Ele é acusado pela polícia de ter matado sua esposa, dois amigos e os guias que os acompanhavam para uma trilha. Jesus nega todas as acusações que lhe são feitas e se recusa a colaborar com a investigação. Ele acredita que sua esposa foi possuída por um espírito demoníaco que habita a gruta e que é capaz de ouvi-lo. A atormentada freira Helena (Carolina Ferraz) é procurada por ele para o ajudar a se livrar desse mal.

## Elenco
| Ator/Atriz        | Personagem       |
| ----------------- | ---------------- |
| Carolina Ferraz   | Helena           |
| Arthur Vinciprova | Jesus            |
| Nayara Justino    | Ana              |
| Pietro Mário      | Padre Gabriel    |
| Monica Izidoro    | Marina           |
| Luciene Martes    | Lúcia            |
| Fábio Soares      | Caio             |
| Jhenifer Emerick  | Laura            |
| Élida Barros      | Mulher no ônibus |
| Bia Castro        | Joven Sinhá      |
| Mel Ribas         | Filha de Helena  |
| Ana Vinciprova    | Helena Joven     |